# Bazimini
Bazimini ou Bazmini est une ville de l'union des Comores, située sur l'île d'Anjouan. En 2010, sa population est estimée à 9 205 habitants.